# Narva (lamptillverkare)

Lampa från Narva

Narva är att varumärke för olika typer av lampor. Det var tidigare det statliga bolaget som tillverkade lampor och belysningsarmatur i Östtyskland. Idag tillverkas fortfarande glödlampor och strålkastarlampor under namnet Narva av olika tillverkare sedan verksamhetens olika delar privatiserats under 1990-talet. 

## Historia

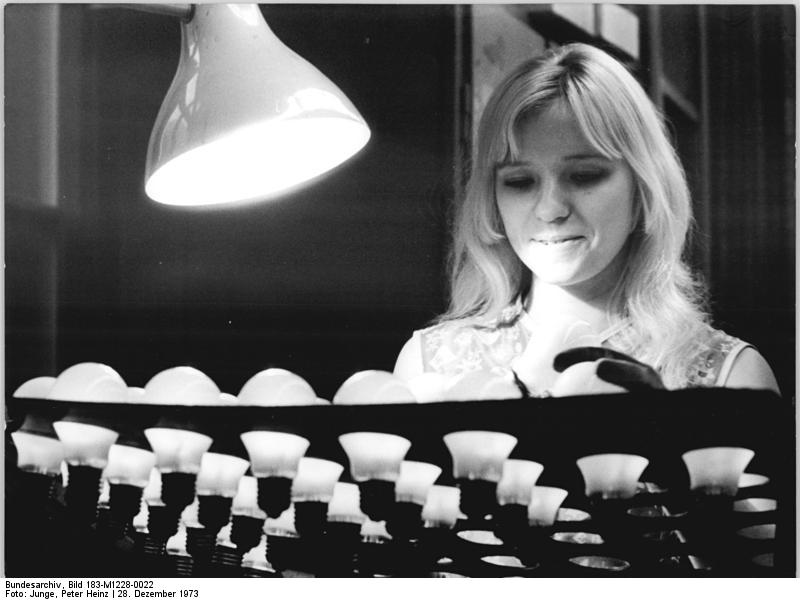
Slutkontroll av glödlampor på Narvafabriken i Berlin 1973.

Narva har sitt ursprung i Osram-koncernen som under lång tid varit den ledande lamptillverkaren i Berlin. När Berlin delades hamnade en av Osrams fabriker i stadsdelen Friedrichshain i östsektorn. Fabriken som tidigare hetat Werk D hos Osram blev statliga VEB Berliner Glühlampenwerk "Rosa Luxemburg". 1963 började bolaget använda namnet Narva. Detta har inget med staden Narva i Estland att göra, utan är en förkortning, där N står för nitrogenium (kväve), AR för argon och VA för vakuum. Varumärket Narva användes första gången 1957.
Narva utvecklades efterhand till en statskoncern (kombinat) och blev 1969 VEB Narva Kombinat Berliner Glühlampenwerk med verksamheter förutom i Berlin även i Arnstadt, Brand-Erbisdorf, Gross Glienicke, Oberweissbach, Oschatz och Plauen. Koncernen hade en bred produktion: glödlampor, strålkastarlampor, julgransbelysning och värmelampor. Narvas glödlampor hade en livslängd på i genomsnitt 1500 timmar.  Fabriken i Plauen grundades 1948 och blev sedermera specialiserad på fordonsbelysning och från 1960-talet del av Narva. 1991 blev fabriken i Plauen köpt av Philips.
Fabriken i Östberlin hade som mest mellan 5 000 och 6 000 medarbetare. Den tidigare Narva-fabriken och huvudkontoret i Friedrichshain byggdes 1906-1912 som Berlins första höghus och kallas Industriepalast. Idag har BASF verksamhet i byggnaden. Produktionen lades ner 1992.